# Mateusz Rękas
Mateusz Rękas (ur. 23 listopada 1990 w Tarnowie) – polski pilot balonowy, zdobywca Pucharu Gordona Bennetta (2018), wspólnie z Jackiem Bogdańskim.

## Życiorys
Jest synem Krzysztofa Rękasa, który również był pilotem balonowym. W 2009 uzyskał licencję pilota, jest zawodnikiem Mościckiego Klubu Balonowego. W zawodach o Puchar Gordona Bennetta reprezentował Polskę sześciokrotnie. Największy sukces odniósł w 2018 roku podczas 62 zawodów, kiedy zwyciężył (w załodze z Jackiem Bogdańskim), uzyskując dystans 1145 km (w 58 godz. i 28 min). W pozostałych startach zajmował miejsca: 5. (2014, z Krzysztofem Zapartem), 10. (2015, z Jackiem Bogdańskim), 6. (2016, z Jackiem Bogdańskim), 12. (2017, z Jackiem Bogdańskim), 17. (2019, z Jackiem Bogdańskim).
W 2017 wygrał zawody o Balonowy Puchar Polski, w 2019 zwyciężył w mistrzostwach Polski i klasyfikacji generalnej Pucharu Polski.

## Wyniki w Pucharze Gordona Bennetta

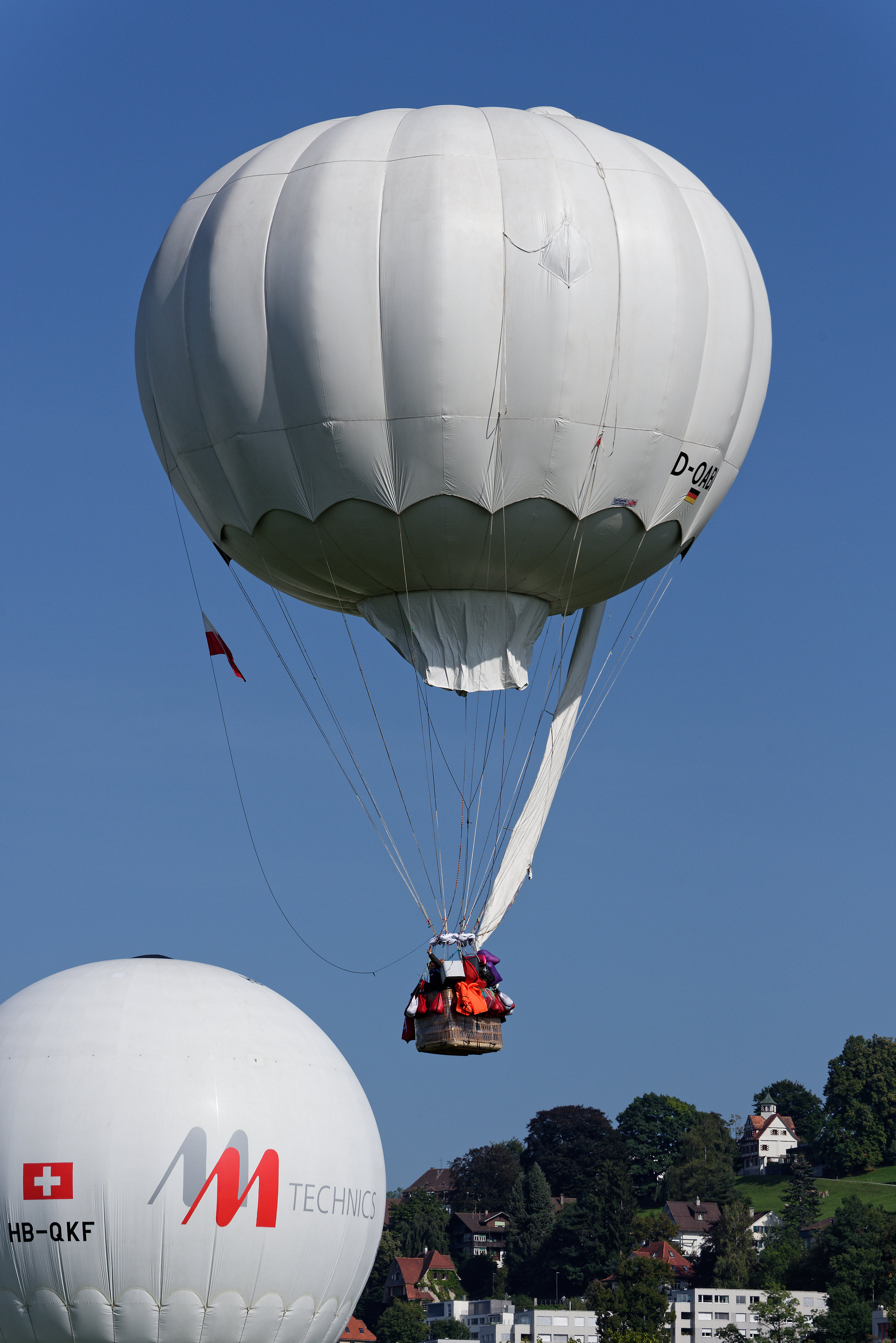
Start balonu podczas 65 PGB – załoga w składzie Mateusz Rękas i Jacek Bogdański

| Edycja zawodów | Data       | Miejsce zawodów         | Lokata | Załoga                          | Balon              | Czas lotu [h] | Odległość [km] |
| -------------- | ---------- | ----------------------- | ------ | ------------------------------- | ------------------ | ------------- | -------------- |
| 58             | 29.08.2014 | Vichy (Francja)         | 5      | Mateusz Rękas, Krzysztof Zapart | SP-BMZ MISIA       | 50:19         | 1136,69        |
| 59             | 28.08.2015 | Pau (Francja)           | 10     | Mateusz Rękas, Jacek Bogdański  | D-OWBA             | 33:35         | 852,27         |
| 60             | 18.09.2016 | Gladbeck (Niemcy)       | 6      | Mateusz Rękas, Jacek Bogdański  | D-OABD Orzeł Biały | 42:24         | 810,78         |
| 61             | 8.09.2017  | Fribourg (Szwajcaria)   | 12     | Mateusz Rękas, Jacek Bogdański  | D-OWBA             | 22:24         | 1103,77        |
| 62             | 28.09.2018 | Berno (Szwajcaria)      | 1      | Mateusz Rękas, Jacek Bogdański  | D-OWBA             | 58:28         | 1145,29        |
| 63             | 13.09.2019 | Montbéliard (Francja)   | 17     | Mateusz Rękas, Jacek Bogdański  | D-OWBA             | 46:01         | 308,33         |
| 64             | 19.08.2021 | Toruń (Polska)          | 9      | Mateusz Rękas, Jacek Bogdański  |                    | 40:40         | 357,96         |
| 65             | 2.09.2022  | St. Gallen (Szwajcaria) | 13     | Mateusz Rękas, Jacek Bogdański  | D-OABD White Eagle | 37:40         | 774,08         |